# София Ринг Мол
София Ринг Мол е мол в София открит на 6 ноември 2014 г.
Търговският център ще има отдаваема площ от 69 000 m2.
Наематели са Лидл, Мебелна къща Явор, Мосю Бриколаж, Техномаркет, Public, Синегранд на 10 киноекрана, Ню Лук (850 м2) 
Местоположението на обекта е между „Околовръстен път (София)“ и лифтена станция „Симеоново“.

## Данни за обекта[3]
- Започване на проекта: 2010 г.
- Откриване: 6 ноември 2014 г.
- Инвеститор: Кустас (Danaos Corporation) и Фурлис (Fourlis Group) – 140 млн. евро. (собственици на ИКЕА България).
- Проектант: L35, Испания
- Български проектант: Skica Studio, България
- Изпълнител: Главболгарстрой и Аркон констракшънс